# Liarea egea
Liarea egea är en snäckart. Liarea egea ingår i släktet Liarea och familjen Pupinidae.

## Underarter
Arten delas in i följande underarter:
- L. e. egea
- L. e. tessellata